# Mansilla de la Sierra
Mansilla de la Sierra è un comune spagnolo di 66 abitanti situato nella comunità autonoma di La Rioja, nella valle del fiume Najerilla, a 950 m di altezza.

## Lago artificiale
Nel 1935 fu presa la decisione di sbarrare il corso del Najerilla per creare un piccolo lago artificiale (Embalse de Mansilla, poco più di 2 km²). L'iniziativa, sospesa a causa della Guerra Civile, fu realizzata tra il 1950 e il 1959. Il villaggio di Mansilla fu sommerso dalle acque; nei periodi di magra (settembre-novembre)) le rovine riaffiorano dalle acque e si rendono visibili.
Nel 1959 fu anche costruito il nuovo abitato di Mansilla, sulla riva settentrionale del lago artificiale. La popolazione però era già scesa drasticamente nei decenni precedenti, passando da 600 a circa 100 abitanti; oggi Mansilla conta appena 66 abitanti.